# پس از کلاس
پس از کلاس (انگلیسی: Al salir de clase) یک مجموعهٔ احساسی درام اسپانیایی است که در سال ۱۹۹۷ منتشر شد.

## گزیدهٔ بازیگران
- السا پاتاکی[۱]
- پائولا اچه‌باریا[۲]
- اوگو سیلبا[۳]
- لتیسیا دلرا[۴]
- پیلار لوپس د آیالا[۵]
- آله‌خو سائوراس[۶]
- اولیویا مولینا[۷]
- دیانا پالاسون[۸]
- فران پره‌آ[۹]
- لوسیا خیمه‌نس[۱۰]
- ماریان آگیلرا[۱۱]
- کریستینا کاستانیو[۱۲]
- خاویر پریرا[۱۳]
- میگل آنخل مونیوس[۱۴]
- رودولفو سانچو[۱۵]
- مارتا سولاس[۱۶]
- فلیکس گومس[۱۷]
- پیلار کاسترو[۱۸]
- فرناندو آندیا[۱۹]
- کارولا بالستنا[۲۰]
- دنی مارتین[۲۱]
- پیلار بلاسْـکِـس[۲۲]
- بیسنته آرو
- فلیکس کوبرو
- سرخیو پریس-منچتا